# Georg Franz Dietrich aus dem Winckell
Georg Franz Dietrich aus dem Winckell (* 2. Februar 1762 in Priorau; † 31. Mai 1839 in Schierau) war ein deutscher Forst- und Jagdwissenschaftler.

## Leben
Winckell stammte aus der uradeligen Familie aus dem Winckell und verlor seinen Vater, den kurfürstlich-sächsischen Oberhofgerichtsassessor Carl Gottlob aus dem Winckell in Wittenberg, bereits im Alter von einem Jahr. Auf dessen Rittergut Priorau kam er zur Welt und besuchte von 1773 bis 1777 das Pädagogium Halle und anschließend von 1777 bis 1780 die Landesschule Grimma. 1780 folgte die Immatrikulation an der Universität Leipzig. Er nahm ein Studium der Rechtswissenschaft und Kameralistik auf, das er jedoch in Folge eines Sturzes von einem Pferd und einem damit einhergehenden Brustleiden, das ihm keine überwiegende Arbeit am Schreibtisch ermöglichte, nicht abschließen konnte. Winckell nahm daraufhin 1781 in Sitzenroda eine dreijährige Lehre als Jäger und Förster auf, wobei sein Lehrmeister hauptsächlich Jäger war, weshalb er sich die Forstwissenschaft eigenständig an der Literatur erschließen musste.
Winckell zog sich um 1784 auf das geerbte Rittergut von Schierau zurück, das er fortan bewirtschaftete. Nebenher widmete er sich seinen Studien. 1794 musste er das Gut an die Erbprinzessin Christiane Amalie von Anhalt-Dessau (1774–1846) verkaufen. Er kam damit in den Dienst des Fürsten Leopold III. Friedrich Franz von Anhalt-Dessau. Die ihm in Aussicht gestellte Stellung im Forst- und Jagdwesen blieb ihm allerdings verwehrt, weshalb er 1802 den Dienst im Fürstentum verließ.
Winckell ließ sich zunächst auf dem Familienbesitz in Obernitzschka nieder, 1807 zog er nach Machern. Durch die Vermittlung von Moritz August von Thümmel erhielt er im Oktober 1812 eine Anstellung als Verwalter des Forstes der Freiherren von Thüngen. Dort verblieb er bis 1832. Anschließend kehrte er nach Schierau zurück.
Winckell war ordentliches Mitglied der Gesellschaft zur Beförderung der gesammten Naturwissenschaften zu Marburg sowie der Herzoglichen Sachsen-Gotha-Altenburgischen und Meiningischen Societät der Forst und Jagdkunde. Außerdem war er Ehrenmitglied der Leipziger Ökonomische Sozietät sowie der Wetterauischen Gesellschaft für die gesamte Naturkunde zu Hanau.

## Werk
- Handbuch für Jäger, Jagdberechtigte und Jagdliebhaber, 3 Bände, Gräff, Leipzig 1805–1806, Band 1, Band 2.
  - 2. Auflage, Brockhaus, Leipzig 1820–1822.
  - 3.–5. Auflage als Winckell's Handbuch für Jäger und Jagdliebhaber, bearbeitet und herausgegeben von Johann Jakob von Tschudi, Brockhaus, Leipzig 1858, 1865 und 1878.

Er gehörte mit Stephan Behlen, Johann Christian Friedrich Meyer und Carl Emil Diezel zum Kreis derer, die die Zeitschrift für das Forst- und Jagdwesen für Bayern 1823 wieder ins Leben gerufen haben.